# Val-des-Monts
Val-des-Monts är en kommun i provinsen Québec i Kanada. Den ligger i regionen Outaouais, i den sydöstra delen av landet, mellan 15 och 45 km norr om huvudstaden Ottawas centrum. Antalet invånare var 13 328 vid folkräkningen 2021. Kommunen består av orterna Perkins, Saint-Pierre-de-Wakefield och Poltimore. Den bildades 1975 genom sammanslagning av Perkins, Wakefield-Partie-Est och Portland-Ouest.